# Amazonasi hokkó
Az amazonasi hokkó (Pauxi tuberosa) a madarak osztályának tyúkalakúak (Galliformes) rendjébe és a hokkófélék (Cracidae) családjába tartozó faj.

## Rendszerezés
Besorolása vitatott, sorolják a Crax nembe Crax tuberosa néven,  egyes szervezetek a Mitu nembe sorolják Mitu tuberosum néven.

## Előfordulása
Bolívia, Brazília, Kolumbia és Peru területén honos. Természetes élőhelye a szubtrópusi és trópusi síkvidéki esőerdők és mocsári erdők.

## Megjelenése
Testhossza 83-89 centiméter, a hím 2500-3860 gramm, a tojó 2320 gramm.

## Életmódja
Főként gyümölcsökkel, magokkal és levelekkel táplálkozik,  néha rovarokat és más állatokat is fogyaszt.

## Külső hivatkozások
- Képek interneten a fajról